# 16269 Merkord
16269 Merkord (2000 JP44) là một tiểu hành tinh vành đai chính được phát hiện ngày 7 tháng 5 năm 2000 bởi nhóm nghiên cứu tiểu hành tinh gần Trái Đất phòng thí nghiệm Lincoln ở Socorro.